# عجوقاوية
العجوقاوية (الاسم العلمي: Ajugeae) هي قبيلة نباتية تتبع الفصيلة الشفوية من رتبة الشفويات.

## أجناسها
- العجوقة
- الأكريميا (الاسم العلمي: Acrymia)
- السيمارية (الاسم العلمي: Cymaria)
- (الاسم العلمي: Garrettia)
- (الاسم العلمي: Holocheila)